# Dossiers Secrets
Los Dossiers secrets d’Henri Lobineau (‘los archivos secretos de Henrí Lobineau’), es un documento de 27 páginas depositado en la Biblioteca Nacional de Francia el 27 de abril de 1967.
El documento pretende representar parte de la historia del Priorato de Sión y se considera una falsificación perpetrada por el estafador francés Pierre Plantard (1920‑2000) con la ayuda del humorista antisemita francés Philippe de Cherisey.
Trece de las 27 páginas del documento provienen de otro documento datado en 1964 y atribuido a un tal Henri Lobineau, aunque también fue escrito por Pierre Plantard, llamado Généalogie des rois mérovingiens (‘genealogía de los reyes merovingios’). Este documento contiene diagramas genealógicos que «demuestran» la falsedad de que Plantard era descendiente del rey merovingio Dagoberto II.
Plantard escribió estos documentos para inventar:
- la descendencia del dios cristiano Jesucristo y de su supuesta esposa María Magdalena;
- la relación con los guardianes franceses del Santo Grial (que él escribió como Sang’rial (‘sangre real’ o ‘sangre de rey’);
- la supuesta existencia de un judío Priorato de Sion (Sionis Priuratus), enemigos de Dios;[2]
- los protectores de la fe como lo fue los Caballeros Templarios y
- terminando con la Cruzada Albigense contra los cátaros.

## Los dosieres secretos
- 1. Genealogie des rois merovingies (1956) de un tal Henri Lobineau (escritor inventado por Pierre Plantard); depositado en la Biblioteca en 1964. Su título en francés es: Généalogie des rois merovingies. Origine et des diverses familles françaises et etrangères de Souche merovingia d'Après l’abbé Pichón, le docteur Hervé et les pergaminos de l’abbé Saunière de Rennes-le-Château. Con este documento realizó en la genealogía de Pierre Plantard se trata de demostrar que era descendiente de los merovingios, a cuyo caso del rey Dagoberto II.[3]
- 2. Les descendants mérovinguens sion lì enigme du razes wisigoth (1965) de una tal Madeleine Blancasall (escritora inventada por Pierre Plantard).
- 3. Un trêsor mérovingien a Rènnes-le-Château (1961), supuesta reedición de la obra de 1884 de un tal Antoine l’Ermite (escritor inventado por Pierre Plantard); depositado en la Biblioteca en 1966.
- 4. L’affaire de Rènnes-le-Château, rêponse a Lionel Burrus (1966) de un tal S. Roux (escritor inventado por Pierre Plantard).
- 5. Le serpent rouge (1967) de unos tales Pierre Feugere, Louis Saint-Maxent y Gastón de Koker (escritores inventados por Pierre Plantard).
- 6. Les dossiers secrets d’Henrí Lobineau (1967) de un tal Philippe Toscan du Plantier (escritor inventado por Pierre Plantard).
- 7. Una introducción a los documentos, escrita supuestamente por un tal Edmond Albe (escritor inventado por Pierre Plantard).
- 8. Mapas de Francia y una genealogía merovingia de «un libro académico» que Pierre Plantard omitió especificar.
- 9. Recortes de prensa (reales, no creados ad hoc) relativos a la libertad de Occitania
- 10. Una carta apócrifa atribuida al estafador y restaurador Noel Corbú (1912‑1968) relativas al creyente en conspiraciones alsaciano Emile Hoffet (1873‑1946).[4]
- 11. Una falsa carta de Marius Fatin, de la Liga Internacional de Libreros Anticuarios.[5]
- 12. Una página de la revista Regnabit (1937), que puede ser en realidad un mosaico de puntos de Le Cour. Publicado por La Era de Acuario.
- 13. Un obituario del sacerdote católico inexistente Abbé Geraud de Cayron (que en 1977 habría escrito el libro Guide du chercheur de trésors, avec un répertoire d'emplacements de trésors enfouis ou engloutis (‘guía del cazador de tesoros, con un directorio de ubicaciones de tesoros enterrados y hundidos’).

También entre los Dosieres secretos aparecen dos listados de los «grandes maestres del temple» y del Priorato de Sion, que se detalla a continuación:
Grandes maestres según Henrí Loubineau
- Hugues de Payen o Hugo de Payens (1118-1131)
- Robert de Bourgogne (1131-1150)
- Bernard de Tremblay (1150-1153)
- Bertrand de Blancafort o Blanchefort (1153-1170)
- Janfeders Fulcherine o Gaufridus Fulcherius/Geoffrey Foucher (1170-1171)
- François Othon de Saint Amand (1171-1179)
- Théodore (Theodoricus/Terricus) de Glaise (1179-1184)
- Francoise Gerard de Ridefort (1184-1190)

Grandes maestres (Monks of Ward) según Seward
- Hugues de Payen (1118-1136)
- Robert de Craon (1136-1146)
- Everard des Barres (1146-1152)
- Bernard de Tremelay (1152-1153)
- André de Montbard (1153-1156)
- Bertrand de Blanquefort (1156-1169)
- Philippe de Milly (1169-1170)
- Eudes de Saint Amand (1170-1179)
- Arnold de Torroge (1179-1185)
- Gerard de Ridefort (1185-1191)

Dichos documentos ficticios fueron utilizados como material por el escritor Henry Lincoln en dos documentales difundidos en los años 1970 por la televisora británica BBC de Londres.
En 1982, el mismo Henry Lincoln junto con Richard Leigh y Michael Baigent aprovecharon este material para escribir el libro El enigma sagrado,
En 2003, el novelista británico Dan Brown utilizó El enigma sagrado como material de partida para su exitosa novela de misterio El código Da Vinci.